# Olympische Jugend-Sommerspiele 2018/Teilnehmer (St. Vincent und die Grenadinen)
| Gelbes Symbol für Goldmedaillen mit stilisierten Olympischen Ringen | Graues Symbol für Silbermedaillen mit stilisierten Olympischen Ringen | Braundes Symbol für Bronzemedaillen mit stilisierten Olympischen Ringen |
| ------------------------------------------------------------------- | --------------------------------------------------------------------- | ----------------------------------------------------------------------- |
| —                                                                   | —                                                                     | —                                                                       |

St. Vincent und die Grenadinen nahmen an den Olympischen Jugend-Sommerspielen 2018 in Buenos Aires mit 6 Athleten und Athletinnen (4 Jungen, 2 Mädchen) teil.

## Teilnehmer nach Sportarten

### Beachvolleyball
| Athleten                              | Vorrunde                        | Vorrunde | Halbfinale    | Halbfinale    | Halbfinale    | Halbfinale    | Halbfinale    | Halbfinale    | Halbfinale    | Halbfinale    | Finale        | Finale        | Rang          |
| Athleten                              | Gegner                          | Ergebnis | Gegner        | Ergebnis      | Gegner        | Ergebnis      | Gegner        | Ergebnis      | Gegner        | Ergebnis      | Gegner        | Ergebnis      | Rang          |
| ------------------------------------- | ------------------------------- | -------- | ------------- | ------------- | ------------- | ------------- | ------------- | ------------- | ------------- | ------------- | ------------- | ------------- | ------------- |
| Jungen                                |                                 |          |               |               |               |               |               |               |               |               |               |               |               |
| Micah Glasgow Enrico Demoney Louraine | Sheikh Colley / Jahara Koita    | 0:2      | ausgeschieden | ausgeschieden | ausgeschieden | ausgeschieden | ausgeschieden | ausgeschieden | ausgeschieden | ausgeschieden | ausgeschieden | ausgeschieden | ausgeschieden |
| Micah Glasgow Enrico Demoney Louraine | David Åhman / Jonatan Hellvig   | 0:2      | ausgeschieden | ausgeschieden | ausgeschieden | ausgeschieden | ausgeschieden | ausgeschieden | ausgeschieden | ausgeschieden | ausgeschieden | ausgeschieden | ausgeschieden |
| Micah Glasgow Enrico Demoney Louraine | Filip John / Lukas Pfretzschner | 0:2      | ausgeschieden | ausgeschieden | ausgeschieden | ausgeschieden | ausgeschieden | ausgeschieden | ausgeschieden | ausgeschieden | ausgeschieden | ausgeschieden | ausgeschieden |

### Leichtathletik
Laufen und Gehen
| Athleten                 | Wettbewerb | 1. Durchgang | 1. Durchgang | 2. Durchgang | 2. Durchgang | Gesamt  | Gesamt | Rang |
| Athleten                 | Wettbewerb | Zeit         | Rang         | Zeit         | Rang         | Zeit    | Rang   | Rang |
| ------------------------ | ---------- | ------------ | ------------ | ------------ | ------------ | ------- | ------ | ---- |
| Jungen                   |            |              |              |              |              |         |        |      |
| Romar Hariston Stapleton | 100 m      | 11,16 s      | 17           | 10,67 s      | 14           | 21,83 s | 13     | 13   |
| Mädchen                  |            |              |              |              |              |         |        |      |
| Zita Vincent             | 800 m      | DNF          | DNF          | DNS          | DNS          | DNF     | DNF    | DNF  |

### Rudern
| Athleten      | Wettbewerb | Zeitfahren  | Zeitfahren | Vorläufe    | Vorläufe | Vorläufe    | Vorläufe | Vorläufe | Vorläufe | Vorläufe       | Viertelfinale | Viertelfinale | Viertelfinale | E/F-Halbfinale | E/F-Halbfinale | E/F-Halbfinale | F-Finale    | F-Finale | Rang |
| Athleten      | Wettbewerb | Zeitfahren  | Zeitfahren | Lauf 1      | Lauf 1   | Lauf 2      | Lauf 2   | Gesamt   | Gesamt   | Qualifikation  | Zeit          | Rang          | Qualifikation | Zeit           | Rang           | Qualifikation  | Zeit        | Rang     | Rang |
| Athleten      | Wettbewerb | Zeit        | Rang       | Zeit        | Rang     | Zeit        | Rang     | Punkte   | Rang     | Qualifikation  | Zeit          | Rang          | Qualifikation | Zeit           | Rang           | Qualifikation  | Zeit        | Rang     | Rang |
| ------------- | ---------- | ----------- | ---------- | ----------- | -------- | ----------- | -------- | -------- | -------- | -------------- | ------------- | ------------- | ------------- | -------------- | -------------- | -------------- | ----------- | -------- | ---- |
| Jungen        |            |             |            |             |          |             |          |          |          |                |               |               |               |                |                |                |             |          |      |
| Jaheed Thomas | Einer      | 4:30,38 min | 24         | 2:00,51 min | 4        | 1:57,55 min | 4        | 4        | 23       | E/F-Halbfinale | –             | –             | –             | 1:57,30 min    | 7              | F-Finale       | 1:56,07 min | 3        | 23   |

### Schwimmen
| Athleten  | Wettbewerb    | Vorlauf | Vorlauf | Halbfinale    | Halbfinale    | Finale        | Finale        | Rang |
| Athleten  | Wettbewerb    | Zeit    | Rang    | Zeit          | Rang          | Zeit          | Rang          | Rang |
| --------- | ------------- | ------- | ------- | ------------- | ------------- | ------------- | ------------- | ---- |
| Mädchen   |               |         |         |               |               |               |               |      |
| Ria Adams | 50 m Freistil | 33,26 s | 50      | ausgeschieden | ausgeschieden | ausgeschieden | ausgeschieden | 50   |